# Lac Matko
Le Matkozero (ou  Matko Ozéro ou lac Matko, en russe : Маткозеро) est un lac sur le territoire de l'établissement urbain de Povenets, du raïon de Karhumäki et de l'établissement rural de Popovporojsky du raïon de Segueja, en République de Carélie.

## Informations générales
La superficie du lac est de 45,3 km2, la superficie de son bassin de drainage est de 662 km2. Il est situé à une altitude de 94,1 mètres.
La forme du lac est laminée. Les rives sont dentelées, rocheuses-sablonneuses, surélevées pour la plupart, par endroits marécageuses.
Le réservoir est régulé, il fait partie du lac Vygozero. Le canal de la mer Blanche traverse le lac.
La superficie totale de ses îles est de 3 km2.
De l'ouest, le ruisseau Choren se jette dans le lac, à partir du lac Lac Tchorno (ru)(russe : Чорнозеро). Du sud-est coule la Iouga (ru) (en russe : Юга)  .
Code objet dans le registre des eaux d'état - 02020001311102000006643

## Galerie

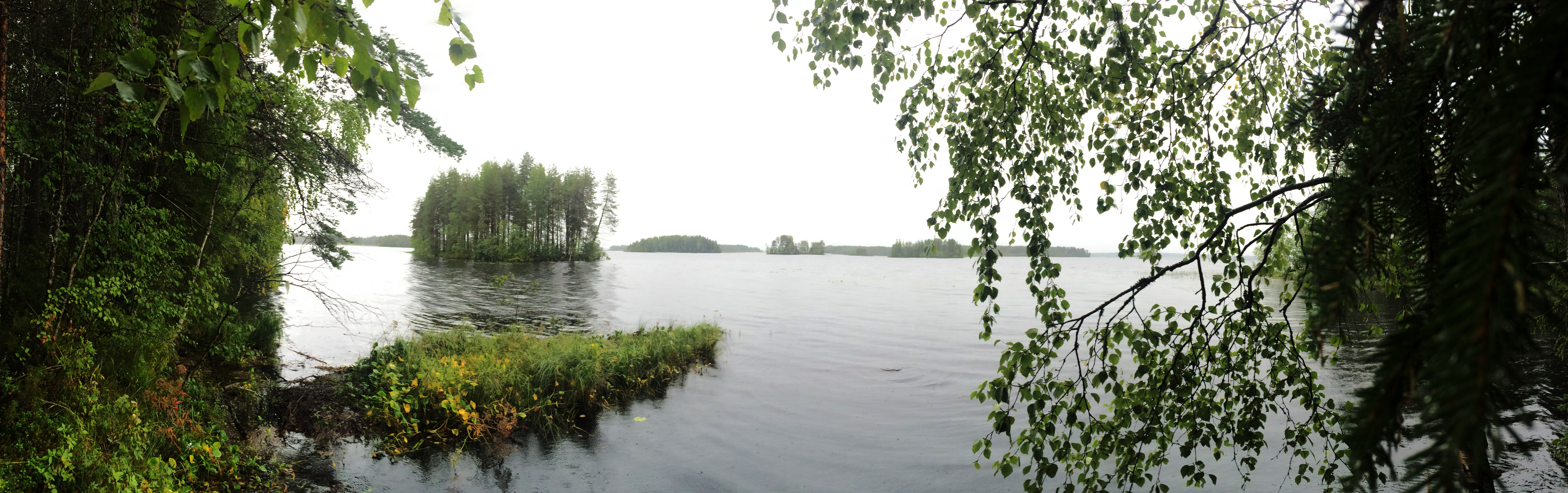
Panorama